# ISO 3166-2:KW

Gouvernements in Kuwait

Die Liste der ISO-3166-2-Codes für  Kuwait enthält die Codes für die 6 Gouvernements.

Die Codes bestehen aus zwei Teilen, die durch einen Bindestrich voneinander getrennt sind. Der erste Teil gibt den Landescode gemäß ISO 3166-1 (für  Kuwait KW), der zweite den Code für das Gouvernement wieder.
Die aktuellen Codes stehen auf der Seite der ISO unter #iso:code:3166:KW zur Verfügung.

| Gouvernement     | Code  |
| ---------------- | ----- |
| al-Ahmadi        | KW-AH |
| al-Dschahra      | KW-JA |
| al-Farwaniyya    | KW-FA |
| al-Asima         | KW-KU |
| Hawalli          | KW-HA |
| Mubarak al-Kabir | KW-MU |